# ذكر (تطبيق)
ذِكر هو تطبيق قرآني مفتوح المصدر لسطح المكتب. يعتبر البرنامج منصة مفتوحة للدراسة والبحث في القرآن. من المخطط جعل البرنامج متوفرًا في أكبر عدد من اللغات ومتعدد المنصات.

## مميزات البرنامج
- تلاوات مختلفة
- ترجمة القرآن الكريم
- 24 لغة حزم متوفرة
- خاصية البحث عن كلمة معينة
- حفظ مكان الآية كعلامة مفضلة

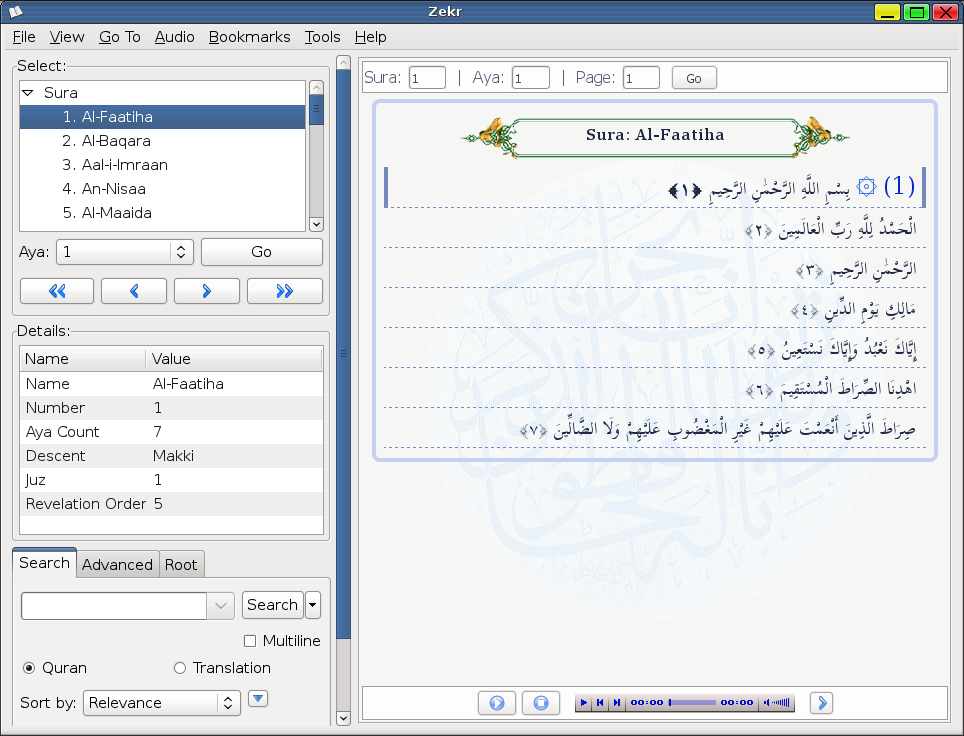
zekr 0.7.1

- تغيير طريقة العرض مثل عرض النص العربي أو الترجمة فقط أو عرضهما مع بعض

## وصلات خارجية
- ذكر على موقع Open Hub (الإنجليزية)
- ذكر على موقع SourceForge (الإنجليزية)
- الصفحة الرئيسية لبرنامج ذكر
- ويكى ذكر